# Freddy Krueger
Frederick Charles Krueger, Fred eller Freddy er en fiktiv person skabt af filminstruktøren Wes Craven til gyserfilmen Morderisk Mareridt. I filmen og dens fortsættelser bliver Freddy spillet af Robert Englund, men i genindspilningen A Nightmare on Elm Street (2010) af Jackie Earle Haley.
Freddy Krueger den altid tilbagevendende seriemorder, som angriber sine unge ofre på overnaturlig vis; igennem deres drømme og mareridt. Freddys mest kendte varemærke er hans brændte ansigt, hans arbejdshandske med knive på, hans røde og grønne sweater og børnerimet (one, two, buckle my shoe) som advarer om hans snarlige ankomst:
One, two, Freddy's coming for you.

Three, four, better lock your door.

Five, six, grab your crucifix.

Seven, eight, gonna stay up late.

Nine, ten, never sleep again….

## Oprindelse
Freddys baggrundshistorie kan uddrages ud fra de otte film, hvor han optræder. Den begynder i begyndelsen af 1940'erne, hvor hans mor er involveret i et tragisk uheld. I en juleferie bliver den unge nonne søster Mary Helena (også omtalt som Amanda Krueger) fanget inde i Westin Hills psykiatrisk hospital for kriminelt sindssyge mænd. I flere dage bliver hun voldtaget og tortureret af de 100 patienter. Da man fandt hende efter ferien var hun knapt i live og gravid. Måneder efter føder hun Frederick Charles Krueger, som bliver overdraget til adoption.
Fred havner hos alkoholikeren mr. Underwood som både udnytter ham fysisk og følelsesmæssigt. Med tiden begynder Fred at udvikle en sociopatisk opførsel, der får ham til at dræbe små dyr. Han blev drillet af sine klassekammerater og holdt uden for de sociale kredse. I slutningen af hans teenageår begynder han at nyde de bank han får af mr. Underwood og forbinder smerte med nydelse. Freddy lærer at kontrollere sin smerte, den såkaldte "Secret of Pain", og dræber sin adoptivfar.
I sit voksenliv gifter Fred Krueger sig med Loretta, og de får kort efter datteren Kathryn. Krueger-familien bor på Elm Street i nr. 1428 i stort set alle filmene. Kathryn er stadig en lille pige, da børn i nabolaget begynder at forsvinde og senere findes dræbt, men ikke længe efter opdager Loretta Freddys hemmelige rum nede i kælderen, hvor han opbevarer værktøj til at torturere, avisudklip og versioner af hans berømte handske. Selvom hun lover ikke at fortælle noget, dræber Freddy hende foran øjnene af deres datter. Fred arbejdede på det lokale elværk, hvor han dræbte de 20 børn fra Elm Street-kvarteret i fyrrummet. Politiet kunne ikke opklare sagen, og aviserne omtalte den mystiske morder som "Springwood Slasher".
I 1966 blev Fred Krueger arresteret for mordene på de forsvundne børn, unge Kathryn blev overdraget til en plejefamilie og blev bortadopteret. Fordi ransagningskendelsen ikke blev underskrevet korrekt, blev alt bevismaterialet anset for utilstrækkeligt og Krueger blev løsladt  i 1968. Efter retssagen imod Freddy hængte Amanda Krueger sig i det tårn, hvor hun blev voldtaget. Samme aften tog forældrene i nabolaget sagen i egen hånd. De opsøgte Freddy i hans fyrkælder og brændte ham levende. Imens flammerne opslugte fyrrummet, så Krueger tre "Drømmedæmoner" (Dream Demons). Dæmonerne søger i de levendes land efter den ondeste sjæl, og i bytte for en sjæl vil de give personen evnerne til at gøre drømme til virkelighed. Freddy tager mod deres tilbud om at "være for evigt". Forældrene tog Kruegers afbrændte rester med ud til Penny Brothers Auto Salvage bilkirkegård og låser dem inde i bagagerummet på en gammel rød Cadillac. Muligvis for at slette alle spor, og glemme alt om Frederick Charles Krueger, flytter familien Thompson ind i  Elm Street 1428. Den unge Kathryn bliev fjernet fra Springwood og hendes journaler blev lukket.

## Film med Freddy
Freddy Krueger er med i:
A Nightmare on Elm Street (1984) 

A Nightmare on Elm Street 2: Freddy's Revenge (1985) 

A Nightmare on Elm Street 3: Dream Warriors (1987) 

A Nightmare on Elm Street 4: The Dream Master (1988) 

A Nightmare on Elm Street 5: The Dream Child (1989) 

Freddy's Dead: The Final Nightmare (1991) 

Wes Craven's: New Nightmare (1994) 

A Nightmare On Elm Street (2010) 

Ud over den originale serie findes der også filmen Freddy vs. Jason (2003), hvor Freddy Krueger optræder sammen med morderen Jason Voorhees fra Fredag den 13.-filmene.
Der blev også lavet en tv-serie med Freddy som vært, hvor han præsenterer forskellige korte novellefilm, alle med det gennemgående mareridttema, dog uden Freddy som hovedperson. Serien hed Freddy's Nightmares (1988). Freddy's Nightmares blev originalt vist i fjernsynet fra 9 oktober (1988) til 11 marts (1990) med i alt 44 afsnit.